# Galantamin
Galantamin (Nivalin, Razadyne, Razadyne ER, Reminyl, Lycoremine) se koristi za tretiranje blage do umerene Alchejmerove bolesti i raznih drugih memorijskih oštećenja, a posebno za oštećenja vaskularnog porekla. On je alkaloid koji se dobija sintetičkim putem, ili iz lukovica i cveta biljki Galanthus caucasicus, Galanthus woronowii (Amaryllidaceae) i srodnih rodova.
Medicinska primena je počela u Sovjetskom Savezu tokom 1950-tih. Aktivni sastojak je ekstrahovan, identifikovan, i izučavan, posebno u pogledu njegovih inhibitornih svojstava enzima acetilholinsteraza.

## Spoljašnje veze
- [https://web.archive.org/web/20180224005657/http://www.memeron.com/
- [https://web.archive.org/web/20061022062629/http://www.razadyne.com/
- [https://web.archive.org/web/20120204140136/http://www.meds-help.com/galantamine/

|  | Molimo Vas, obratite pažnju na važno upozorenje u vezi sa temama iz oblasti medicine (zdravlja). |